# 激論!クロスファイア
『激論!クロスファイア』（げきろん!クロスファイア）は、BS朝日で2010年4月3日から放送されている討論番組。

## 概要
テレビ朝日・朝日放送の共同制作で21年間放送された『サンデープロジェクト』の後継番組で、地上波からBS放送に放送枠を移して放送している。原則として、金曜日の夜から日曜日の午前中の間で収録を行うが、生放送で放送される回もある。
当番組は政治関連や討論に特化した放送内容となっており、『サンプロ』にレギュラー出演していた田原総一朗と星浩（後に降板）が引き続き出演している。
国会議員がゲスト出演することも多く、『サンプロ』と同様に新聞などで出演者の発言がニュースで使用されることが多い。
4年間司会として出演した村上祐子が、7月の人事異動で政治部に異動となったために2015年6月27日分の放送をもって降板し、後任は本間智恵が務めている。
2018年1月7日は後座番組『日曜スクープ』との合体で「『激論!クロスファイア』×『日曜スクープ』 報道5時間 生放送スペシャル〜」(18:00 - 22:54) として放送された。

## 出演者
- 田原総一朗（ジャーナリスト）
- 本間智恵（テレビ朝日アナウンサー、2015年7月4日 - ）

### 過去の主なゲスト
肩書きはいずれも番組出演時点のもの。
- 池内恵（東京大学准教授イスラム政治思想分野）
- 石川迪夫（一般社団法人日本原子力技術協会最高顧問）
- 石破茂（自民党政務調査会長、衆議院議員）
- 石原伸晃（自民党幹事長）
- 枝野幸男（内閣官房長官、経済産業大臣）
- 大島理森（自民党副総裁）
- 大塚耕平（民主党参議院議員）
- 大橋弘忠（東京大学大学院教授）
- 岡田克也（民主党幹事長、副総理）
- 岡本行夫（外交評論家）
- 小沢一郎（自由党・代表）
- 小野寺五典（自民党衆議院議員）
- 片山さつき（自民党 参院副幹事長）
- 河野太郎（自民党衆議院議員）
- 郷原信郎（名城大学教授）
- 古賀茂明（元経済産業省官僚）
- 小宮山洋子（厚生労働大臣）
- 齋藤健（自民党衆議院議員）
- 堺屋太一（作家、元経済企画庁長官）
- 榊原英資（青山学院大学教授）
- 清水康之（NPO法人ライフリンク代表）
- 白川浩道（クレディ・スイス証券チーフエコノミスト）
- 菅原茂 （気仙沼市長）
- 鈴木宗男（新党大地・真民主代表）
- 瀬口清之（キヤノングローバル戦略研究所研究主幹）
- 仙谷由人（民主党代表代行、内閣官房副長官、民主党政調会長代行）
- 曽我豪（朝日新聞編集委員）
- 竹中平蔵（慶応大学教授、グローバルセキュリティ研究所所長、パソナグループ取締役会長）
- 田中均（日本総合研究所国際戦略研究所理事長）
- 谷垣禎一（自民党総裁）
- 樽床伸二（民主党元国会対策委員長、衆議院議員）
- 辻元清美（民主党政調副会長）
- 坪井ゆづる（朝日新聞論説副主幹）
- 歳川隆雄（「インサイドライン」編集長）
- 長瀧重信（長崎大学名誉教授、財団法人放射線影響研究所前理事長）
- 西川善文（三井住友銀行名誉顧問）
- 野田聖子（自民党衆議院議員）
- 長谷川幸洋（東京新聞・中日新聞論説副主幹）
- 林芳正（自民党政務調査会会長代理）
- 平田直（東京大学地震研究所、地震予知研究センターセンター長・教授）
- 平野達男（内閣府副大臣、東日本大震災復興対策担当大臣）
- 福山哲郎（民主党参議院議員）
- 藤井裕久（民主党衆議院議員）
- 細野豪志（内閣総理大臣補佐官、原発事故担当大臣）
- 前原誠司（民主党政調会長）
- 御厨貴（東日本大震災復興構想会議議長代理・東京大学教授）
- 水口章（敬愛大学教授）
- 宗像紀夫（弁護士、元名古屋高検検事長）
- ケビン・メア（前米国務省日本部長）
- 望月晴文（前経済産業事務次官）
- 森本敏（拓殖大学大学院教授）
- 山口那津男（公明党代表）
- 山名元（京都大学原子炉実験所教授）
- 山本一太（自民党参議院議員）
- 与謝野馨（内閣府特命担当大臣、社会保障税一体改革担当）
- 蓮舫（行政刷新担当大臣、民主党参議院議員）
- 渡部恒雄（東京財団上席研究員）

ほか

### 過去の出演者
- 村上祐子（当時テレビ朝日アナウンサー、2010年4月3日 - 2015年6月27日）
- 星浩（当時朝日新聞編集委員、現：TBS専属契約）

## 放送時間
- BS朝日
  - 土曜 10:00 - 10:55（放送開始 - 2017年9月30日）
    - 毎年8月の全国高校野球選手権大会中継（朝日放送制作）期間中は放送を休止する（試合中止時も雨傘番組で対応するため休止）。

  - 日曜 18:00 - 18:54（2017年10月8日 - ）
    - スポーツ放送が延長の場合、翌日の早朝or深夜に放送される。
    - 2024年10月からは毎月最終日曜日に、田原も出演している『朝まで生テレビ』が編成されることになったため、同番組の放送予定日は本番組を休止するようになった。最初の事例は2024年10月27日であるが、同日が第50回衆議院議員総選挙の投票日となったことにより『朝まで生テレビ』が翌週順延となる一方、本番組はそのまま休止となったため、翌週も含めて2週連続の休止となった。
- テレ朝チャンネル2 ニュース・情報・スポーツ
  - 金曜 15:00 - 15:50（13日遅れ、途中のCMはカットされる。祝日と重なるときはスポーツ中継が組まれるため、23:00からの放送となる。）
  - 以前は朝日ニュースターで放送されていた。